# Erinaceide
Erinaceidele (Erinaceidae) sau aricii este o familie de mamifere insectivore cu spatele acoperit cu peri aspri (subfamilia Galericinae) sau modificați în țepi (subfamilia Erinaceinae), capabile să se strângă ghem, în caz de pericol.
Familia include specii de insectivore relativ mari, a căror talie variază de la cea a unei cârtițe până la cea a unei pisici. Au o lungimea cap + trunchi cuprinsă între 10,5 și 44,5 cm; coada = 1-32,5 cm; greutatea = 15-1400 g. Picioarele sunt scurte, cu câte cinci degete la fiecare picior. Degetele sunt terminate cu gheare simple, neadaptate pentru săpat. Au mers plantigrad, călcând pe toată talpa piciorului. Ochii sunt mici, iar urechile mari. Botul este în general ascuțit, alungit moderat sau foarte mult. Bulele timpanice sunt incomplet dezvoltate, reprezentate doar prin oase de formă inelară. Arcurile zigomatice sunt largi și masive, însă cutia craniană este relativ mică. Molarii au coroana joasă și largă și au creste așezate în formă de W. Primul și al doilea molar au câte cinci cuspide, dintre care cel central este foarte mic și legat de cei interiori (linguali) printr-o pereche de creste oblice. Primii incisivi au formă de canini.
Sunt animale terestre diurne și nocturne și folosesc adăposturi superficiale sau chiar pe suprafața solului. Deși duc o viață terestră, la nevoie se pot cățăra și pot înota. Când nu sunt în căutarea hranei, stau ascunse pe sub trunchiuri și rădăcinile arborilor, printre pietre, în grămezi de vreascuri, în cuiburile termitelor și chiar în galerii. Spre deosebire de alte insectivore, erinaceidele hibernează în sezonul rece; atunci, bătăile inimii scad de la 188/minut la numai 21/minut. 
Trăiesc prin păduri, tufișuri, parcuri urbane, stepe și deșert. Se hrănesc mai ales cu insecte, râme, moluște (melci, limacși) , broaște, reptile (șopârle, șerpi), uneori pui și ouă ale păsărilor care cuibăresc pe sol (prepelițe și fazani), șoareci, vătui, hoituri, ocazional - jir, ghindă, păstăi, prune, mere. În genere, sunt animale folositoare. Sunt răspîndite în Africa, Europa și Asia, spre nord până la limita pădurilor de foioase, iar spre sud până în insulele din sudul Asiei: Tioman, Sumatera, Jawa, Kalimantan, Mindanao și Filipine. Erinaceidele au lăsat fosile începînd din eocen, cînd trăiau și în America de Nord. 
Familia erinaceidelor este diferențiate în două subfamilii (Erinaceinae și Galericinae) cu 10 genuri și 24 specii existente. 
În fauna României și Republicii Moldova există un singur gen cu o singură specie Erinaceus roumanicus, considerat de unii autori ca o subspecie, Erinaceus concolor roumanicus, a speciei Erinaceus concolor.

## Sistematica
Sunt descrise 10 genuri și 24 de specii existente de erinaceide, grupate în două subfamilii 
- - Familia Erinaceidae = Aricii
    - Subfamilia Erinaceinae
      - Genul Atelerix
        - Atelerix albiventris
        - Atelerix algirus
        - Atelerix frontalis
        - Atelerix sclateri

      - Genul Erinaceus = Aricii
        - Erinaceus amurensis
        - Erinaceus concolor
        - Erinaceus europaeus = Ariciul european
        - Erinaceus roumanicus = Ariciul răsăritean

      - Genul Hemiechinus = Aricii de deșert cu urechi lungi
        - Hemiechinus auritus
        - Hemiechinus collaris

      - Genul Mesechinus
        - Mesechinus dauuricus
        - Mesechinus hughi

      - Genul Paraechinus = Aricii de deșert
        - Paraechinus aethiopicus
        - Paraechinus hypomelas
        - Paraechinus micropus
        - Paraechinus nudiventris

    - Subfamilia Galericinae
      - Genul Echinosorex = Aricii păroși, Gimnurii
        - Echinosorex gymnura = Ariciul păros, Gimnurul

      - Genul Hylomys = Gimnurii mici
        - Hylomys megalotis
        - Hylomys parvus
        - Hylomys suillus = Gimnurul mic

      - Genul Neohylomys = Aricii hainanezi
        - Neohylomys hainanensis = Ariciul hainanez

      - Genul Neotetracus = Aricii chițcani
        - Neotetracus sinensis

      - Genul Podogymnura = Gimnurii filipinezi
        - Podogymnura aureospinula
        - Podogymnura truei = Gimnurul filipinez